# FK BSK Banja Luka
Fudbalski Klub Banjalučki Sportski Klub Banja Luka, w skrócie FK BSK Banja Luka – klub piłkarski z siedzibą w Banja Luce. Zespół należący do Prva liga RS. 

## Historia
FK BSK Banja Luka został założony 20 października 1932 roku, a wieść o tym została opublikowana przez ówczesną lokalną gazetę Vrbaske novine. Inicjatywa założenia klubu wyszła od młodych ludzi mieszkających na prawym brzegu rzeki Vrbas. Klub swój pierwszy mecz rozegrał 4 lipca 1933 roku przeciwko rezerwowej drużynie Boraca Banja Luka.
FK BSK to jeden z klubów o najdłuższym stażu w 1. lidze Republiki Serbskiej. Począwszy od 1995 roku BSK spędziło pełne 14 sezonów w  1. lidze Republiki Serbskiej.
Przez pewien czas klub nosił nazwę BSK Nektar. 
W 2022 klub był na skraju bankructwa, jednakże dzięki pomocy Związku Piłki Nożnej Republiki Serbskiej oraz Boraca, z którym BSK podpisał współpracę. Dziś wielu zawodników Boraca jest wypożyczanych do BSK lub gra jednocześnie w obydwu klubach. 